# ساندرا كابريرا
ساندرا كابريرا (بالإسبانية: Sandra Cabrera)‏ هي نقابية أرجنتينية، ولدت في 27 أكتوبر 1970 في سان خوان في الأرجنتين، وتوفيت في 27 يناير 2004 في روساريو في الأرجنتين.